# ZARD 25th Anniversary LIVE “What a beautiful memory”
『ZARD 25th Anniversary LIVE “What a beautiful memory”』（ザード・トゥエンティフィフス・アニバーサリー・ライブ・ワット・ア・ビューティフル・メモリー）は、日本の音楽ユニット・ZARDの8作目の映像作品。

## 概要
- 2016年に行われたデビュー25周年を記念して行われた約5年半振りとなる追悼ライブ「What a beautiful memory 〜25th Anniversary〜」より、2016年5月27日に開催された東京ドームシティーホールでの模様を収録したライブDVDである。
- ZARD初の3枚組で発売されるライブDVD作品であり、それまでのライブ映像作品は生存中のも含め、途中異なる会場での模様がランダムに編集されていたが、本作では映像作品として初めて同収録会場、全曲フルサイズ・ノーカットでの収録となっている（ただし、アンコール待ちの場面は除く）。このうち、5月21日に大阪・オリックス劇場でのみ演奏されたライブ映像4曲（以下曲目参照）が、ボーナス映像として収録されている[1]。
- また3枚目には、今回のライブで初披露されたミュージック・ビデオ4曲（「Listen to me」、「サヨナラ言えなくて」、「二人の夏」、「気楽に行こう」）が特典映像として収録されている。ライブ映像作品では、演奏カットなども挿入され、歌唱映像全編を見ることが出来ないため、それに対する配慮である[2]。この4曲はいずれも4月27日に発売された『ZARD MUSIC VIDEO COLLECTION 〜25th ANNIVERSARY〜』未収録となっている（ただし、歌唱映像が公表・披露されていない「WAKE UP MAKE THE MORNING LAST 〜忘れがたき人へ〜」は除く）[3]。
- アートワークおよびパッケージは、坂井泉水が好きだった色でもある “青” をイメージカラーとしている。兼ねてよりスタッフやファンの間で“ZARDブルー”と呼ばれており、本作のジャケット制作に至った。また、ディスク自体も“青”を強調し、DISC1と2にはフルカラーのピクチャーレーベル仕様。それまで1色印刷によるデザインはあったものの、写真の再現性が高いオフセットによるフルカラー印刷は本作が初となる[2][4]。
- 発売に先駆けて、ライブ終了直後には、WOWOWでのライブ映像放送が、2016年7月17日より初回放送が行われ[5]、また動画配信サイトHuluでは、WOWOWとは違った編集で、Part.1とPart.2に編集した約2時間のライブ映像の独占配信を開始した[6]。

## 収録曲
- 各楽曲の詳細は、各リンク文を参照のこと。
- ★は、初演奏

### DISC 1　LIVE
- 5.27 TOKYO DOME CITY HALL
  - 冒頭には会場前で行われていた献花台の様子が挿入されている。

1. 揺れる想い
2. 君に逢いたくなったら…
3. Season
2007年と2008年の追悼ライブの映像で披露された。
4. Listen to me ★
ライブでは初披露だが、映像自体は初公開ではなく、過去に別の曲のPVとして使用されていた映像である。「揺れる想い」の他の収録曲の歌唱映像と同様に、日本青年館で撮影されている。
5. 息もできない
6. 好きなように踊りたいの
7. サヨナラ言えなくて ★
完全初公開の歌唱映像。MCでZARDのライブでは初披露であることに触れている映像も収録されている。長袖の白いシャツに短くカットした黒のホットパンツを着用した坂井が歌唱する映像で披露された。2番のサビのみ省略で演奏。
8. Top Secret
9. もう少し あと少し…
10. ハイヒール脱ぎ捨てて
2009年の追悼ライブ以来の演奏。前回と同様に、冒頭にはアルバムバージョンではなかった、イントロで登場するシンセサイザー音などを追加し、レンガの建物越しに臨む海岸線の映像からスタートするバージョンで披露された。2番のAメロ・Bメロは省略。
11. 二人の夏 ★
完全初披露の歌唱映像。白い長袖のセーターと青いジーパンを着用した坂井が歌唱する映像。アルバムではギター中心だが、ライブではサックスメインでの演奏となった。2番のAメロ・Bメロは省略。
12. 少女の頃に戻ったみたいに
1人目のゲストである大野愛果が登場し、アルバム「永遠」のバージョンで披露。
13. かけがえのないもの
14. 永遠
15. 愛は暗闇の中で（d-project / What a beautiful memory ver.）
ライブ直前に発売された「d-project with ZARD」収録のバージョンで演奏された。
16. 来年の夏も
17. 遠い日のNostalgia
観客に配布していたペンライトでの演出を2曲連続で行った。
18. Forever you

### DISC 2　LIVE
1. 愛が見えない
3人目の東京公演のみのゲストである小澤正澄が登場し、シングルの3曲目に収録されている「Original Karaoke」のミックス演奏で披露。イントロ間に追加されているシンセサイザー音や、小澤のギターの追加音、ラストのギターの余韻が長くなる部分などが忠実に再現された。小澤のZARDへの楽曲提供が本曲のみのため、客演はここで終了。
2. My Baby Grand 〜ぬくもりが欲しくて〜
4人目の東京公演のみのゲストである、池田大介が登場。
3. 運命のルーレット廻して
ZARDのライブでは初披露であるが、2008年8月に大阪城ホールで開催された「名探偵コナン 夢の初ライブ」において、フィルムコンサートでのゲスト出演時に、「名探偵コナン」で担当したテーマソングを各出演歌手が披露することになっており、この時に「運命のルーレット廻して」が1度だけ演奏披露されているため、本楽曲に関しては初演奏の扱いとしていない。
4. 気楽に行こう ★
完全初公開の歌唱映像。
5. 心を開いて
6. Today is another day
ゲストの池田大介はここまで連続参加。
7. きっと忘れない
8. 雨に濡れて
9. 君がいない
10. マイ フレンド
11. Don't you see!
12. Oh my love
13. こんなにそばに居るのに
14. あの微笑みを忘れないで
15. 負けないで

- 5.21 オリックス劇場
  - 愛が見えない（d-project / What a beautiful memory ver.)
    - 東京公演で「愛が見えない」をゲストの小澤正澄を迎えて演奏する関係上、大阪公演では「d-project with ZARD」収録バージョンでの演奏に差し替えて披露。

  - 素直に言えなくて
    - 大阪公演のみのゲストの1人目である、元GARNET CROWの岡本仁志が登場。2007年と2008年の追悼ライブでのバージョンで演奏。

  - サヨナラは今もこの胸に居ます
  - WAKE UP MAKE THE MORNIG LAST 〜忘れがたき人へ〜 ★
    - 大阪公演のみの2人目のゲストである、古井弘人が登場。ZARDのライブでは初演奏。直接の歌唱映像は含まれていないが、初公開の映像が使用された。

### DISC 3　特典映像
- 今回のライブで初披露された歌唱映像を別DISKにわけて収録。全てがフルサイズではなく、ライブで披露された際の時間の長さと同一の長さで収録されている。
  - Listen to me (MUSIC VIDEO)
  - サヨナラ言えなくて (MUSIC VIDEO)
  - 二人の夏 (MUSIC VIDEO)
  - 気楽に行こう (MUSIC VIDEO)

## 参加ミュージシャン
バンドメンバー
- 大賀好修：Guitar
- 車谷啓介：Drums
- 麻井寛史：Bass
- 大楠雄蔵：Keyboards
- 大田紳一郎：Acoustic Guitar & Chorus
- 森丘直樹：Guitar
- 岡崎雪：Chorus
- 鈴木央紹：Saxophone
- 大藪拓：Manipulator

ゲストミュージシャン（大阪・東京公演）
- 徳永暁人：Acoustic Guitar & Chorus
- 大野愛果：Keyboards & Chorus

ゲストミュージシャン（大阪公演）
- 岡本仁志：Guitar
- 古井弘人：Keyboards

ゲストミュージシャン（東京公演）
- 小澤正澄：Guitar
- 池田大介：Keyboards